# Pockenhof (Lübeck)
Der Pockenhof war ein Armen- und Aussätzigenhaus in Lübeck, das bis 1845 als mildtätige Stiftung geführt wurde.

## St. Gertruden-Pocken- und Armenhaus

Burgtor-Ravelin (1624)

Für die Bestattung der zahlreichen Opfer des Schwarzen Todes wurde im Sommer 1350 vor dem Burgtor ein Friedhof mit bald darauf zusätzlich errichteter Kapelle angelegt. Geweiht wurden beide der Schutzpatronin der Reisenden St. Gertrud; dementsprechend war die kleine Kirche als St.-Gertrud-Kapelle bekannt. Die Kapelle wurde 1622 während des Dreißigjährigen Kriegs abgerissen, um Platz für die Erweiterung der Festungsanlagen zu schaffen, der Friedhof wurde etwas weiter nach Norden verlegt.
Auch das Anfang des 15. Jahrhunderts errichtete St. Gertruden-Pocken- und Armenhaus, eine Lübecker Stiftung alten Rechts, befand sich bis zum Abriss 1622 im Zuge des Ausbaus der Lübecker Bastionärbefestigung zwischen dem äußeren und dem inneren Burgtor. Im 15. Jahrhundert als Doppeltoranlage errichtet, wurde es 1622 durch ein drittes Tor ergänzt, wofür man die Gertrudenkapelle und das Pockenhaus abriss. Der starke Ausbau dieser Anlage erklärt sich durch die Bedeutung des einzigen Landzugangs von Norden her zur Großen Burgstraße in die Lübecker Innenstadt. Erst im Zuge der Bauarbeiten am Elbe-Lübeck-Kanal wurde dieser einzige Landzugang durchstochen, beseitigt und durch die Burgtorbrücke und die darunterliegenden neugotischen Hubbrücken ersetzt.

## Pockenhaus in der Kleinen Burgstraße

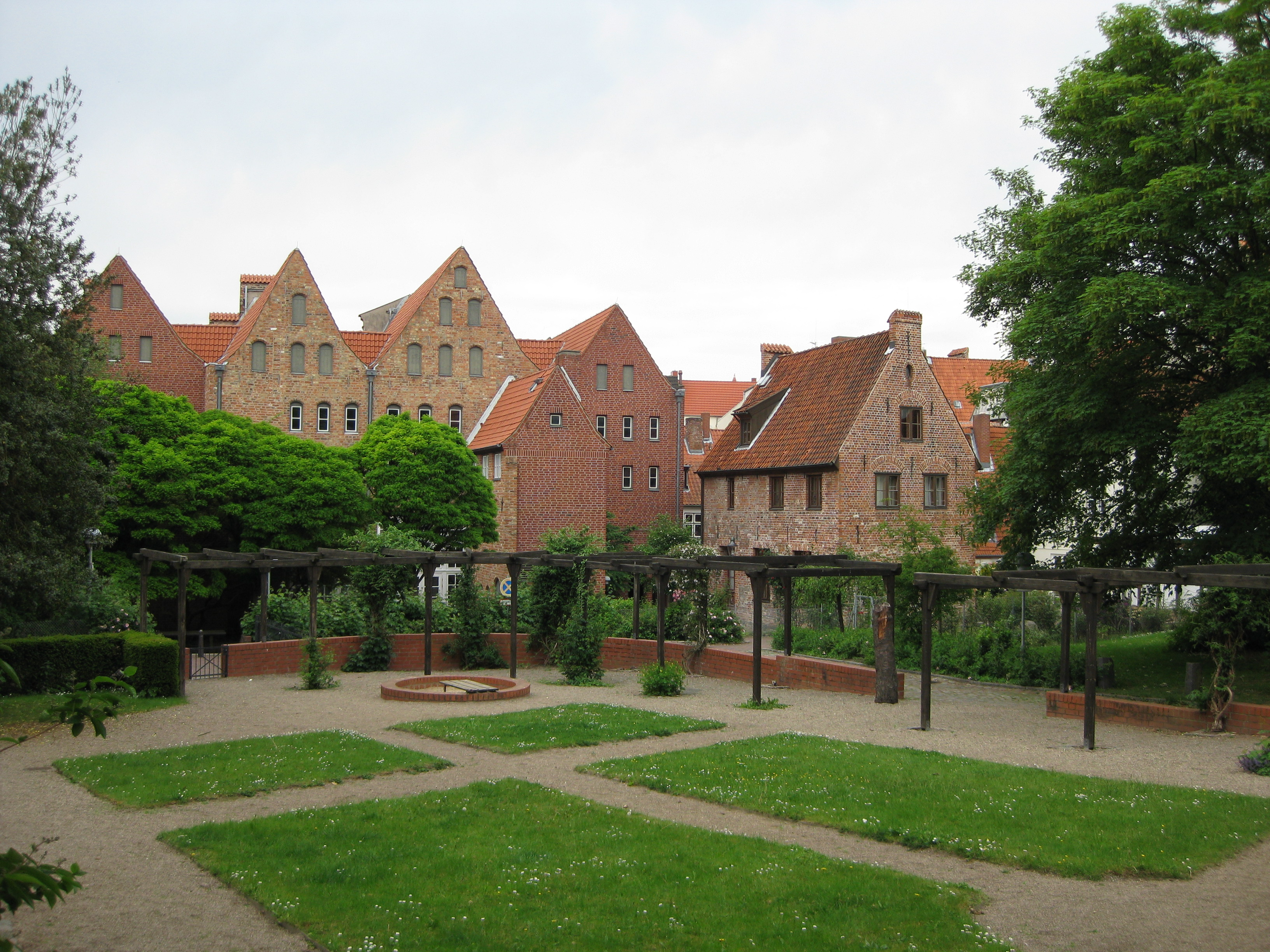
Ordenskreuz des Deutschen Ordens an der Stelle seiner Lübecker Niederlassung

Als 1622 das alte St. Gertruden-Pocken- und Armenhaus abgerissen wurde, wurde dieser Stiftung als Ersatz der alte Hof des Deutschen Ordens mit Ordenshaus des Deutschen Ordens in der Kleinen Burgstraße 20 zu Eigentum überlassen, welches von nun an Pockenhaus genannt wurde, während der Hof, auf dem es lag, den Namen Pockenhof erhielt.
Die Verwaltung der Stiftung wurde von vier Vorstehern geführt. Die Prediger an der Burgkirche verrichteten den Gottesdienst für die Bewohner und der Friedhof des Burgklosters wurde als Armenfriedhof genutzt. Zu Anfang des 19. Jahrhunderts nahm durch die Blockade der Elbe der Handel Lübecks plötzlich einen bedeutenden Aufschwung. Lagerräume für Waren wurden sehr begehrt und gut bezahlt. Die Vorsteher des Pockenhauses nutzten diesen Umstand, um durch Vermietung der Böden des Pockenhauses zur Getreidelagerung für die Stiftung Einnahmen zu generieren. Dabei wurde die Statik des Hauses nicht bedacht. Die Böden wurden überladen, am 6. April 1806 brachen die Balken, das Haus stürzte ein. Zwei Personen verloren dabei das Leben. Aus der anschließenden behördlichen Untersuchung ergab sich, dass dem Zimmermeister Leidenfrost Fahrlässigkeit vorzuwerfen sei. Er wurde zu einer Geldstrafe von 50 Talern verurteilt, verbunden mit der Androhung, dass ihn, falls er sich Ähnliches zu Schulden kommen lassen sollte, Suspendierung oder gar Ausschluss aus dem Meisteramt treffen werde. Zu einem nunmehr notwendigen Wiederaufbau des Pockenhauses reichten die Mittel der Stiftung nicht aus. Ehe die demnach von den Vorstehern eingeleiteten Verhandlungen zu einem Beschluss geführt hatten, brach die Katastrophe der Franzosenzeit über Lübeck ein und führte zu wirtschaftlicher Auszehrung und finanziellem Niedergang der Stadt. Die Vorsteherschaft setzte ihre Verwaltung fort, vermietete die unbeschädigt gebliebene Nebengebäude, so wie auch den nicht bebauten Teil des Grundstücks und verwaltete das Vermögen, das durch Mieteinnahmen und Nichtverwendung der Zinsen wuchs, so dass später zur Errichtung eines Cholera-Hospitals ein erheblicher Beitrag beigesteuert werden konnte. Die Entscheidung über das weitere Schicksal der Stiftung verzögerte sich noch bis 1845, als das gesamte Armenwesen Lübecks neu geordnet wurde. Die Stiftung St. Gertruden-Pocken- und Armenhaus wurde in diesem Zuge aufgehoben und ihr Kapitalvermögen wurde zur Einrichtung eines allgemeinen Krankenhauses mit eingesetzt. Der Grundbesitz in der Stadt wurde zunächst Eigentum der neuen Armenanstalt, die ihn nach und nach an Privatpersonen verkaufte. Der Gertrudenkirchhof blieb noch bis 1850 unter der Verwaltung der Vorsteher und wurde dann der städtischen Kirchhofs- und Begräbnisdeputation zugewiesen.
Der Pockenhofsgang war ein heute nicht mehr erhaltener Durchgang vom Engelswisch im Krughaus Der Pott (heutige Hausnummer 13; bis 1864 auch als Pottgang bekannt), der als Twiete zur Kleinen Burgstraße führte. Eine Hauszeile mit den ehemaligen Nebengebäuden des Pockenhofs lässt den Verlauf noch erahnen.
Der Pockenhof wurde von der Grundstücks-Gesellschaft Trave, dem Sanierungsträger der Hansestadt Lübeck im Zuge der Stadtsanierung des gesamten Blocks 96 der Lübecker Stadtbildaufnahme zwischen Engelsgrube, Engelswisch und Kleiner Burgstraße mit Mitteln der Städtebauförderung saniert und ist heute Bestandteil des Weltkulturerbes Lübecker Altstadt.

## Pockenhof auf dem Burgfeld

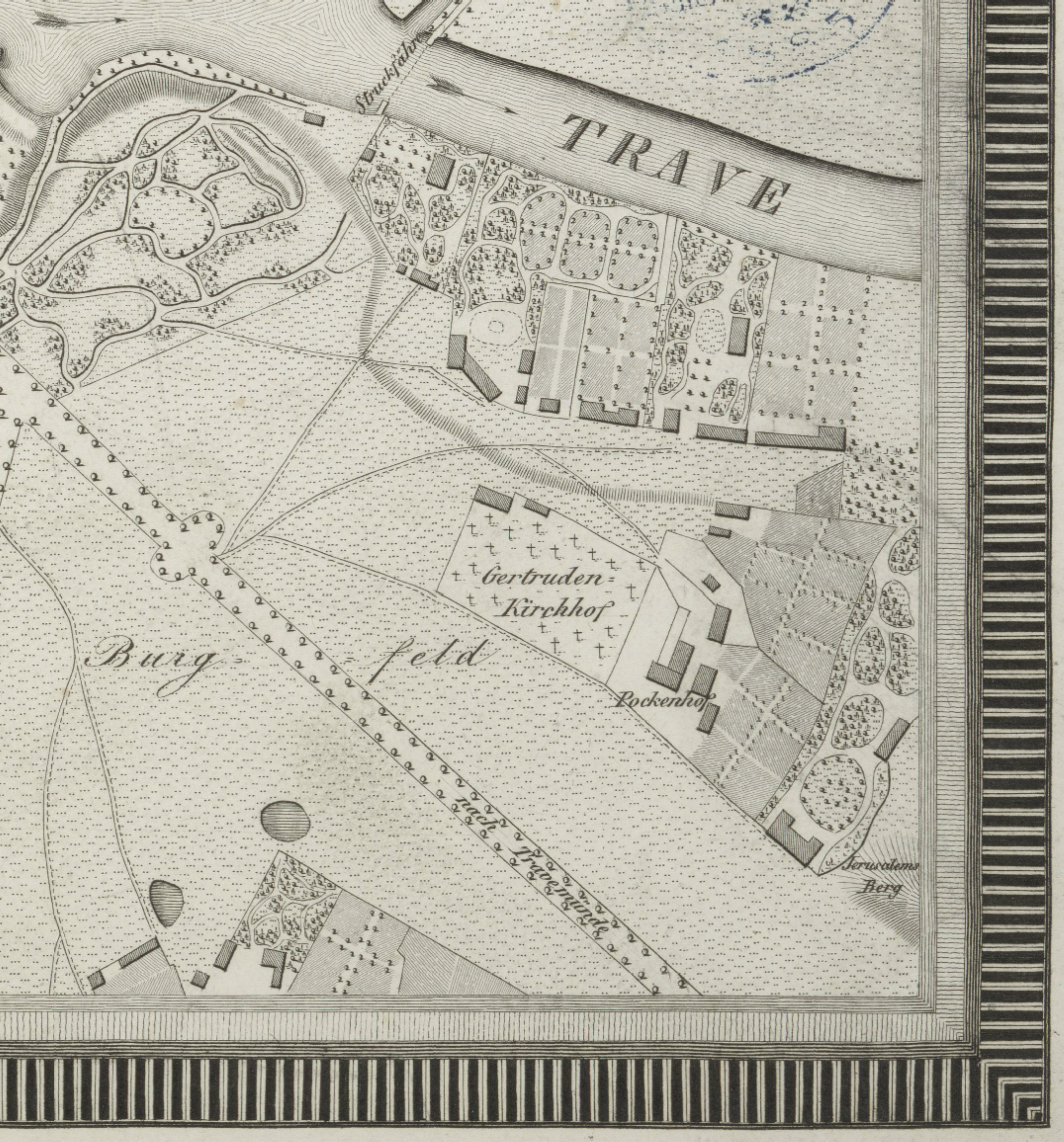
Burgfeld 1824

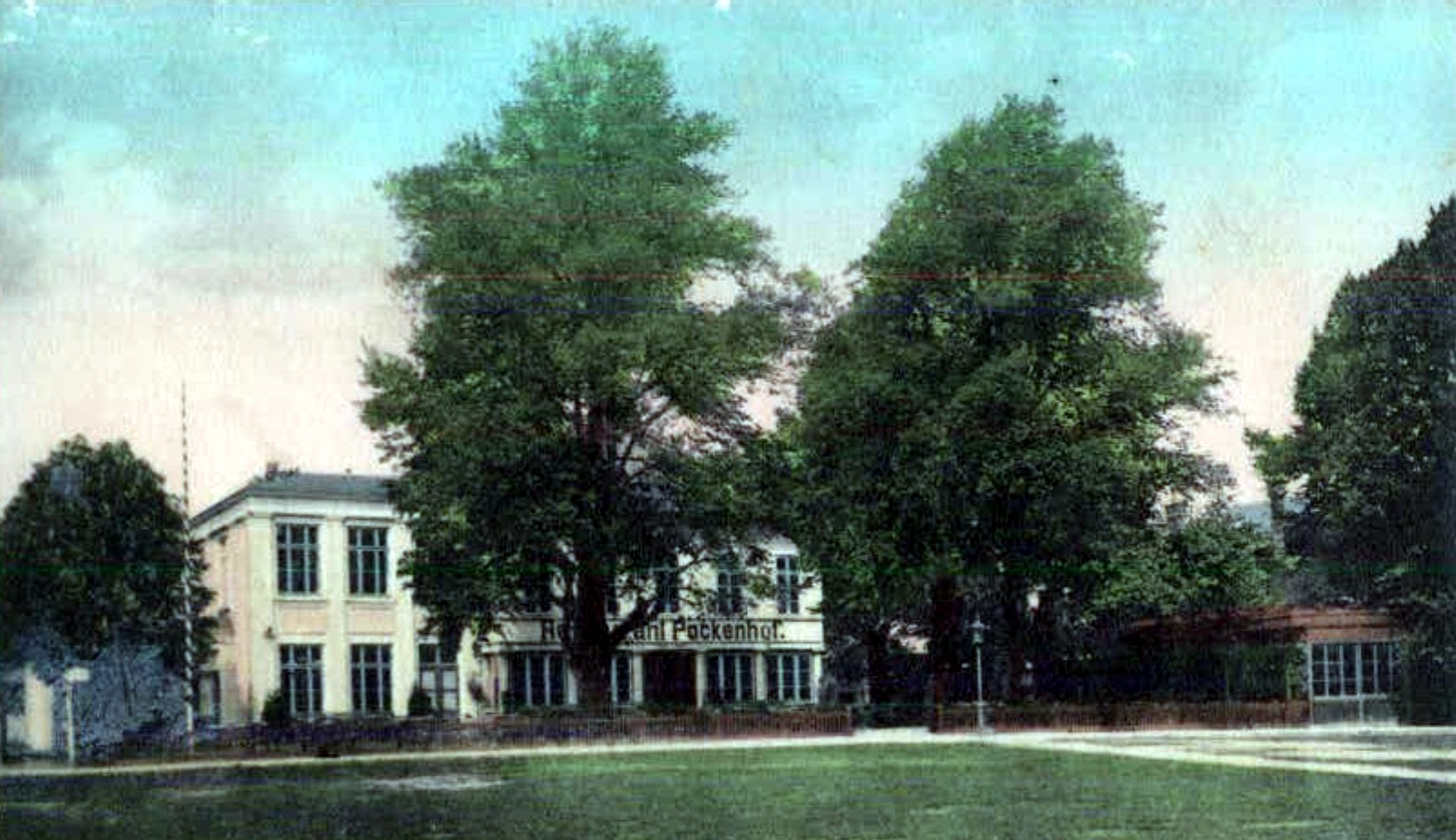
Pockenhof um 1900

Der Pockenhof am Jerusalemsberg 1–3 auf dem Burgfeld vor dem Burgtor im späteren Stadtteil St. Gertrud wurde von der Vorsteherschaft der Stiftung 1567 als Lusthaus erworben, also von der Vorsteherschaft zunächst als Sommersitz genutzt. Nach Vergrößerung der Ländereien wurden diese zusammen mit dem Hof verpachtet; die Vorsteherschaft behielt für sich nur den sogenannten Vorstehergarten mit einem kleinen Haus. Mit dem Gehöft war von der Mitte des 17. Jahrhunderts an die Schankgerechtigkeit verknüpft. Sie bildete für den Pächter sogar die Haupteinnahmequelle. Auch eine Kegelbahn war vorhanden, und den Pächtern wurde wiederholt vertraglich auferlegt, wiederherzustellen was beim Kegelschieben an Gelind, Tisch und Bänken beschädigt wird.
Nach längeren Verhandlungen wegen notwendiger Baumaßnahmen verkaufte die Vorsteherschaft 1819 den Hof an den bisherigen Pächter Joachim Heinrich Niese. Der Pockenhof wurde eine beliebte Ausflugswirtschaft und zeitweilig auch das Kneiplokal der beiden Schülerverbindungen am Katharineum zu Lübeck. In dieser Zeit hieß es, die Gastwirtschaft soll ihren Namen nicht etwa von dem Siechenhaus, sondern von einem alten Hof mit dem niederdeutschen Namen Poggenhof gehabt haben, wobei Poggen so viel wie Kröten bedeutet. Zu den Wirtsleuten zählten Johannes Fritz Heinrich Lüdemann und nach seinem frühen Tod 1882 dessen Witwe Catharina Lüdemann (Mutter Lüdemann), die Eltern von Hermann Lüdemann. Auch Thomas Mann kehrte als Sekundaner hier ein.
Seit 1852 war die Freifläche des Burgfelds vor dem Pockenhof Veranstaltungsort für das Lübecker Volks- und Erinnerungsfest.
Den Vorstehergarten wurde 1819 mit an Niese verkauft, blieb aber separat; zu seinen späteren Eigentümern im 19. Jahrhundert gehörten Friedrich Bluhme (1842) und Johann Friedrich Jacob (1843–1853), der das darauf stehende Haus neu erbauen ließ.
Die in den 1820er Jahren erbauten Gebäude des Pockenhofs wurden im 20. Jahrhundert für die Stadtverwaltung genutzt und 1965 abgebrochen, um Platz für den Bau der 1970 fertiggestellten berufsbildenden Dorothea-Schlözer-Schule zu schaffen.